# European Society of Gynaecological Oncology
Die European Society of Gynaecological Oncology (ESGO) ist eine europaweite Vereinigung von Ärzten und Wissenschaftlern, die sich auf die Erforschung, Prävention, Behandlung und Versorgung gynäkologischer Krebserkrankungen spezialisiert haben. Die Vereinigung, der mehr als 1400 Mitglieder aus über 40 europäischen Ländern angehören, wurde 1983 in Venedig gegründet.

## Aufgabe
Zweck der ESGO ist die „Förderung der Kommunikation mit Wissenschafts- und Berufsverbänden, mit dem Ziel der Einrichtung einer dynamischen und demokratischen europäischen Plattform für die kollegiale Zusammenarbeit von Spezialisten und Angehörigen der Heilberufe. Weitere Ziele sind Kontakte herzustellen, Wissen zu vermitteln und eine Verbesserung der Qualität in der gynäkologischen Onkologie auf europäischer Ebene zu erreichen.“

## Tätigkeitsbereich
Auf der in zweijährigen Abständen stattfindenden Konferenz der ESGO treffen sich regelmäßig mehr als 1500 Teilnehmer. Sie bietet Angehörigen der Heilberufe und Wissenschaftlern aus ganz Europa, die auf dem Gebiet der gynäkologischen Onkologie tätig sind, Gelegenheit zur Kontaktaufnahme, Diskussion, Erörterung und Verbreitung neuer medizinischer und wissenschaftlicher Studien in der gynäkologischen Onkologie. Neben ihren Tagungen organisiert die ESGO ebenfalls ganzjährig zahlreiche Fortbildungsveranstaltungen, Workshops und Meetings und vergibt Reisestipendien an ihre Mitglieder.
Die ESGO engagiert sich außerdem für die Erstellung von Bildungsmaterialien, wie Videos, DVDs und per Internet übertragenen Vorträgen für Ärzte.
Innerhalb der ESGO befasst sich das „European Network of Gynaecological Oncological Trial Groups (ENGOT)“ mit der europaweiten Koordinierung und Förderung klinischer Studien über Patienten, die an gynäkologischen Krebserkrankungen leiden.

## Schulung und Akkreditierung
In Zusammenarbeit mit dem „European Board and College of Obstetrics and Gynaecology (EBCOG)“ und im Auftrag der europäischen fachärztlichen Vereinigung (UEMS) bietet ESGO eine Zertifizierung für ausgebildete gynäkologische Onkologen an und akkreditiert entsprechende Schulungseinrichtungen.
Die Schulungs- und Akkreditierungsprogramme der ESGO für die gynäkologische Onkologie sind in einer Reihe europäischer Länder anerkannter Standard.

## Journal
Das offizielle wissenschaftliche Organ der ESGO, das „International Journal of Gynecological Cancer (IJGC)“, erscheint alle zwei Monate und befasst sich mit Themenbereichen im Zusammenhang mit gynäkologischen Krebserkrankungen, wie experimentellen Studien, Chemotherapie, Bestrahlungstherapie, Diagnoseverfahren, Pathologie, Epidemiologie und Chirurgie.

## ESGO Council, 2012
- Präsident: Nicoletta Colombo, Italien
- Ehemaliger Präsident: Ate G. J. van der Zee, Niederlande
- Designierter Präsident/Schriftführer-Schatzmeister: Vesna I. Kesic, Serbien
- Vizepräsident: René Verheijen, Niederlande

Mitglieder des Vorstandes (Council):
- Frederic Amant, Belgien
- David Cibula, Tschechien
- Rainer Kimmig, Deutschland
- Christian Marth, Österreich
- Helga Salvesen, Norwegen
- Daiva Vaitkiene, Litauen
- Paolo Zola, Italien
- Denis Querleu, Frankreich
- John A Green, Vereinigtes Königreich
- Murat Gultekin, Türkei
- Elena Ulrikh, Russland
- Antonio Casado, Spanien

Kongress Präsidentin von ESGO17: Nicoletta Colombo, Italien
Chefredakteur „The International Journal of Gynecological Cancer“: Uziel Beller, Israel
ENYGO, European Network of Young Gynae Oncologists:* Ranjit Manchanda, Vereinigtes Königreich
ENGOT, European Network of Gynae Oncological Trial Groups: Ignace Vergote, Belgien
ENTRIGO, European Network of Translational Research In Gynae Oncology: Martin Widschwendter, Vereinigtes Königreich